# Nueva Revolución, Las Margaritas
Nueva Revolución är en ort i Mexiko.   Den ligger i kommunen Las Margaritas och delstaten Chiapas, i den sydöstra delen av landet, 800 km öster om huvudstaden Mexico City. Nueva Revolución ligger 1 782 meter över havet och antalet invånare är 182.
Terrängen runt Nueva Revolución är kuperad åt nordost, men åt sydväst är den bergig. Terrängen runt Nueva Revolución sluttar söderut. Runt Nueva Revolución är det ganska glesbefolkat, med 30 invånare per kvadratkilometer. Närmaste större samhälle är Ignacio Allende, 15,1 km sydväst om Nueva Revolución. I omgivningarna runt Nueva Revolución växer i huvudsak städsegrön lövskog.